# Il Gay più bello d'Italia
Il Gay più bello d'Italia (tiếng Việt: Người đồng tính nam đẹp nhất nước Ý) là một cuộc thi sắc đẹp ra đời vào năm 1997 với tên gọi là Mr Gay Italia và được đổi tên như hiện tại vào năm 2015, được tổ chức hàng năm tại Torre del Lago Puccini, Viareggio.

## Người giữ danh hiệu
| Năm  | Il Gay più bello d'Italia | Quê quán                       |
| ---- | ------------------------- | ------------------------------ |
| 1997 | Salvatore Inguì           | Palermo, Sicilia               |
| 1998 | Marco Rignanese           | Pisa, Toscana                  |
| 1999 | Leonel Alvarez            | Bologna, Emilia-Romagna        |
| 2000 | Giovanni Tranchina        | Palermo, Sicilia               |
| 2001 | Massimiliano Perretta     | Napoli, Campania               |
| 2002 | Cristiano Luongo          | Napoli, Campania               |
| 2003 | Anastasio Micono          | Torino, Piemonte               |
| 2004 | Alessandro Tamburrino     | Alessandria, Piemonte          |
| 2005 | Marco Longo               | Milano, Lombardia              |
| 2006 | Salvatore Carfora         | Maddaloni, Campania            |
| 2007 | Diego Gerolimi            | Desenzano del Garda, Lombardia |
| 2008 | Antony Cortinovis         | Bergamo, Lombardia             |
| 2009 | Luca Giordano             | Napoli, Campania               |
| 2010 | Giulio Spatola            | Palermo, Sicilia               |
| 2011 | Daniel Argentino          | Roma, Lazio                    |
| 2012 | Alessio Cuvello           | Palermo, Sicilia               |
| 2013 | Giovanni Licchello        | Ferrara, Emilia-Romagna        |
| 2014 | Arziom Cristofaro         | Bari, Puglia                   |
| 2015 | Lello Serio               | Massafra, Puglia               |
| 2016 | Alessandro Falcinelli     | Livorno, Toscana               |
| 2017 | Sergio Genna              | Erice, Sicilia                 |
| 2018 | Iacopo Laghi              | Ravenna, Emilia-Romagna        |
| 2019 | Mattia Martone            | Genova, Liguria                |
| 2020 | Antonio Veneziani         | Bari, Puglia                   |
| 2021 | Pier Paolo Catacchio      | Torino, Piemonte               |
| 2022 | Alberto Nenna             | Milano, Lombardia              |
| 2023 | Alessandro Scalisi        | Augusta, Sicilia               |
| 2024 | Gianpiero Mercoledisanto  | Bari, Puglia                   |

### Vùng theo số người đăng quang
| Số người đăng quang | Vùng           | Năm                                |
| ------------------- | -------------- | ---------------------------------- |
| 6                   | Sicilia        | 1997, 2000, 2010, 2012, 2017, 2023 |
| 4                   | Campania       | 2001, 2002, 2006, 2009             |
| 4                   | Lombardia      | 2005, 2007, 2008, 2022             |
| 4                   | Puglia         | 2014, 2015, 2020, 2024             |
| 3                   | Emilia-Romagna | 1999, 2013, 2018                   |
| 3                   | Piemonte       | 2003, 2004, 2021                   |
| 2                   | Toscana        | 1998, 2016                         |
| 1                   | Lazio          | 2011                               |
| 1                   | Liguria        | 2019                               |

## Dự thi quốc tế

### Mr Gay Europe
Chú thích màu
- : Nam vương
- : Á vương
- : Top chung kết
- : Top bán chung kết
- : Được giải thưởng đặc biệt

| Năm  | Thí sinh              | Thứ hạng      |
| ---- | --------------------- | ------------- |
| 2005 | Alessandro Tamburrino |               |
| 2006 | Salvatore Carfora     |               |
| 2007 | Diego Gerolimi        |               |
| 2008 | Fabrizio Caiazza      |               |
| 2009 | Antony Cortinovis     |               |
| 2011 | Giulio Spatola        | Mr Gay Europe |
| 2012 | Nicholas Menna        | Á vương 2     |
| 2013 | Alessio Cuvello       |               |
| 2019 | Salvatore Carfora     |               |
| 2022 | Andrea Pelone         | Á vương       |

### Mr Gay World
Chú thích màu
- : Nam vương
- : Á vương
- : Top chung kết
- : Top bán chung kết
- : Được giải thưởng đặc biệt

| Năm  | Thí sinh           | Thứ hạng |
| ---- | ------------------ | -------- |
| 2010 | Antony Cortinovis  |          |
| 2013 | Alessio Cuvello    |          |
| 2014 | Nicola La Triglia  |          |
| 2024 | Fabrizio Costabile |          |

1. ↑  Fabrizio Costabile sống ở Anh Quốc và từng thi Mr Gay Great Britain 2023.

### International Mr Gay
Chú thích màu
- : Nam vương
- : Á vương
- : Top chung kết
- : Top bán chung kết
- : Được giải thưởng đặc biệt

| Năm       | Thí sinh    | Thứ hạng |
| --------- | ----------- | -------- |
| 2006–2007 | Fabio Falco |          |
| 2008      |             |          |